# 장갑 (차량)
군용 차량은 일반적으로 파편, 총알, 포탄, 로켓 및 미사일의 충격을 견디기 위해 장갑을 씌우고 내부의 인원을 적의 공격으로부터 보호한다. 이러한 차량에는 탱크, 항공기 및 선박과 같은 장갑전투차량이 포함된다.
민간 차량도 무장할 수 있다. 이러한 차량에는 공무원(예: 대통령 리무진), 기자 및 분쟁 지역 또는 폭력 범죄가 흔한 곳에서 사용하는 차량이 포함된다. 민간 장갑차는 고속도로 강도나 화물 납치의 위험을 줄이기 위해 보안 회사에서 일상적으로 돈이나 귀중품을 운반하는 데 사용된다.
갑옷은 고의적인 공격 이외의 위협으로부터 보호하기 위해 차량에 사용될 수도 있다. 일부 우주선에는 미세 유성체 또는 우주 파편 파편의 충격으로부터 보호하기 위해 특수 갑옷이 장착되어 있다. 제트 엔진으로 구동되는 현대 항공기는 일반적으로 팬 케이싱 주위에 아라미드 복합 케블라 붕대 형태의 일종의 갑옷을 장착하거나 팬이 손상될 경우 기체 손상이나 부상을 방지하기 위해 가스 터빈 엔진 케이싱에 내장된 잔해 방지 벽을 장착한다.
차량의 설계와 목적에 따라 운반되는 장갑판의 양이 결정되는데, 그 이유는 도금이 매우 무겁고 과도한 장갑은 이동성을 제한하기 때문이다. 이러한 문제를 줄이기 위해 버키페이퍼(buckypaper), 알루미늄 폼 아머 플레이트(aluminium foam armor plate)를 포함하는 일부 새로운 재료(나노 재료) 및 재료 구성이 연구되고 있다.

## 같이 보기
- 능동방호체계
- 장갑전투차량
- 주력전차